# Денисов, Александр Евгеньевич
Денисов Александр Евгеньевич (22 марта 1946 — 31 декабря 2017) — московский исследователь-бонист, подполковник запаса. Активное изучение бумажных денежных знаков начал примерно в 1990 году. До этого коллекционировал и изучал монеты Папской области. Опубликовал несколько статей и книг из серии «Настольная книга бониста».

## Достижения
Большая заслуга А. Е. Денисова в том, что кроме составления непосредственно самих каталогов, он проделал большую работу по написанию истории выпуска и обращения описываемых в каталогах денежных знаков и ценных бумаг. Перед каждым разделом в каталогах помещена обстоятельная статья, знакомящая читателя с интереснейшими периодами отечественной истории. Представлены иллюстрации всех описываемых в каталогах бумажных денежных знаков и ценных бумаг, портреты государственных и политических деятелей, причастных к выпуску денежных знаков, виды исторических зданий, банков и других финансово-кредитных учреждений соответствующих эпох. Описаны все известные на сегодняшний день разновидности и варианты, в том числе по подписям управляющих и кассиров, по сериям, по водяным знакам и другим критериям.

## Список работ
Список книг
- Денисов А. Е. «Гербовая бумага Российской империи - 1699 - 1917 годов.». — М.: Информэлектро, 2003. — 140 с. — ISBN 5-7801-0339-9.

- Денисов А. Е. «Государственные бумажные знаки России, которые использовались в денежном обращении 1798-1917». — М.: Информэлектро, 2002. — 156 с. — ISBN 5-7801-0350-X.
- Денисов А. Е. Векселя, паспорта, подорожные России 1699—1930 годов = Russian bills of exchange-loan, passports and orders for post-horses of 1699—1930 / А. Е. Денисов. — [Изд. 2-е, испр., расш., доп., и перераб.]. — Москва : [Дипак], 2007. — 235 с. : факс.; 29 см. — (Настольная книга бониста; Вып. 11).; ISBN 978-5-98580-031-9

Бумажные денежные знаки России 1769—1917 гг. (в 4 частях)
- Денисов А. Е. Часть 1. Государственные бумажные денежные знаки 1769-1843 // «Бумажные денежные знаки России 1769-1917». — М.: Информэлектро, 2002. — 140 с.

- Денисов А. Е. Часть 2. Государственные бумажные денежные знаки 1840-1896 // «Бумажные денежные знаки России 1769-1917». — М.: Издательский дом “Финансы и кредит”, Финансовая инновационная компания “Фининнова”, 2003. — 284 с.

- Денисов А. Е. Часть 3. Государственные бумажные денежные знаки 1898-1917 // «Бумажные денежные знаки России 1769-1917». — М.: Нумизматическая литература, 2004. — 208 с. — ISBN 5-902689-03-3.

- Денисов А. Е. Часть 4. Региональные бумажные денежные знаки 1800-1917 // «Бумажные денежные знаки России 1769-1917». — М.: Издательский дом “Финансы и кредит”, Финансовая инновационная компания “Фининнова”, 2005. — 120 с. — ISBN 5-8024-0035-8.

Бумажные денежные знаки РСФСР, СССР, РФ. 1917—2005 гг. (в 3 частях)
- Денисов А. Е. Часть 1. Государственные бумажные денежные знаки СССР и России 1917-1924 // «Бумажные денежные знаки РСФСР, СССР и России 1924-2005». — М., 2005.

- Денисов А. Е. Часть 2. Государственные бумажные денежные знаки СССР и России 1924-2005 // «Бумажные денежные знаки РСФСР, СССР и России 1924-2005». — М.: Дипак, 2005. — 168 с. — ISBN 5-98580-012-1.

- Денисов А. Е. Часть 3. Ведомственные, военные и специальные выпуски денежных знаков СССР 1924-1991 годов. // «Бумажные денежные знаки РСФСР, СССР и России 1924-2005». — М.: Дипак, 2005. — 168 с. — ISBN 5-98580-012-1.

Список статей
- Первые бумажные денежные знаки России. Предпосылки к выпуску.
- Первые бумажные денежные знаки России. Первая эмиссия.
- Первые бумажные денежные знаки России. Популяризация и первые подделки.
- От монет к банкнотам. Из истории появления бумажных денежных знаков.